# Vuelta a España 1960
La Vuelta a España 1960, quindicesima edizione della corsa, si è svolta in diciassette tappe, l'ultima suddivisa in due semitappe, dal 29 aprile al 15 maggio 1960, per un percorso totale di 3567 km. La vittoria fu appannaggio del belga Frans De Mulder, che completò il percorso in 103h05'57", precedendo il connazionale Armand Desmet e lo spagnolo Miguel Pacheco.

## Tappe
| Tappa  | Data      | Percorso                              | km   | Vincitore di tappa      | Leader cl. generale |
| ------ | --------- | ------------------------------------- | ---- | ----------------------- | ------------------- |
| 1ª     | 29 aprile | Gijón > Gijón (cron. a squadre)       | 8    | Faema                   | Gabriel Mas         |
| 2ª     | 30 aprile | Gijón > La Coruña                     | 235  | Felipe Alberdi          | Felipe Alberdi      |
| 3ª     | 1º maggio | La Coruña > Vigo                      | 187  | Antonio Barrutia        | Antonio Barrutia    |
| 4ª     | 2 maggio  | Vigo > Ourense                        | 105  | Frans De Mulder         | Antonio Barrutia    |
| 5ª     | 3 maggio  | Ourense > Zamora                      | 287  | Antonio Gómez del Moral | Jesús Galdeano      |
| 6ª     | 4 maggio  | Zamora > Madrid                       | 250  | Nino Assirelli          | Fernando Manzaneque |
| 7ª     | 5 maggio  | Madrid > Madrid                       | 209  | Frans De Mulder         | Fernando Manzaneque |
| 8ª     | 6 maggio  | Guadalajara > Saragozza               | 264  | Arthur De Cabooter      | Fernando Manzaneque |
| 9ª     | 7 maggio  | Saragozza > Barcellona                | 269  | Salvador Botella        | Frans De Mulder     |
| 10ª    | 8 maggio  | Barcellona > Barbastro                | 240  | Alphonse Sweeck         | Armand Desmet       |
| 11ª    | 9 maggio  | Barbastro > Pamplona                  | 267  | Vicente Iturat          | Armand Desmet       |
| 12ª    | 10 maggio | Pamplona > Logroño                    | 179  | Jesús Galdeano          | Armand Desmet       |
| 13ª    | 11 maggio | Logroño > San Sebastián               | 211  | Federico Bahamontes     | Armand Desmet       |
| 14ª    | 12 maggio | San Sebastián > Vitoria               | 263  | Antonio Suárez          | Armand Desmet       |
| 15ª    | 13 maggio | Vitoria > Santander                   | 232  | Arthur De Cabooter      | Armand Desmet       |
| 16ª    | 14 maggio | Santander > Bilbao                    | 192  | Frans De Mulder         | Frans De Mulder     |
| 17ª-1ª | 15 maggio | Bilbao > Guernica                     | 116  | Frans De Mulder         | Frans De Mulder     |
| 17ª-2ª | 15 maggio | Guernica > Bilbao (cron. individuale) | 53   | Antonio Karmany         | Frans De Mulder     |
| Totale | Totale    | Totale                                | 3567 |                         |                     |

## Classifiche finali

### Classifica generale
| Pos. | Corridore           | Squadra      | Tempo      |
| ---- | ------------------- | ------------ | ---------- |
| 1    | Frans De Mulder     | Groene Leeuw | 103h05'57" |
| 2    | Armand Desmet       | Groene Leeuw | a 15'21"   |
| 3    | Miguel Pacheco      | Licor 43     | a 19'24"   |
| 4    | Antonio Karmany     | KAS          | a 22'03"   |
| 5    | Juan Campillo       | KAS          | a 29'50"   |
| 6    | Fernando Manzaneque | Faema        | a 31'58"   |
| 7    | Salvador Botella    | Faema        | a 32'58"   |
| 8    | Benigno Azpuru      | KAS          | a 35'08"   |
| 9    | Jesús Loroño        | Majestad     | a 38'11"   |
| 10   | Arthur De Cabooter  | Groene Leeuw | a 44'42"   |

### Classifica a punti
| Pos. | Corridore          | Squadra      | Punti |
| ---- | ------------------ | ------------ | ----- |
| 1    | Arthur De Cabooter | Groene Leeuw | 189   |
| 2    | Juan Campillo      | KAS          | 214   |
| 3    | Frans De Mulder    | Groene Leeuw | 239   |

### Classifica scalatori
| Pos. | Corridore       | Squadra      | Punti |
| ---- | --------------- | ------------ | ----- |
| 1    | Antonio Karmany | KAS          | 65    |
| 2    | Antonio Suárez  | Faema        | 55    |
| 3    | Frans De Mulder | Groene Leeuw | 44    |